# Södra Haga
Södra Haga (fi. Etelä-Haaga) är en stadsdel i Helsingfors och del av Haga distrikt. Södra Haga var under medeltiden en del av Hoplaks by. Vid sekelskiftet 1800-1900 uppstod här ett villasamhälle som så småningom utvecklades till köping. Sedan 1946 är orten en del av Helsingfors stad. Bebyggelsen består främst av små höghus byggda på 1950- och 1960-talen. De flesta av trävillorna är i dagens läge rivna. Södra Haga är byggt i ett förhållandevis kulligt område med smala ringlande gator som följer höjdskillnaderna. Järnvägsstationen Hoplax har mycket täta närtågsförbindelser in till Helsingfors centrum. Även busstrafiken är smidig. 
Det finns två svenskspråkiga skolor i Södra Haga: Haga Lågstadieskola, till vars upptagningsområde även Norra Haga, Lassas, Stenhagen och delar av Lillhoplax hör, samt Gymnasiet Lärkan. Skolorna fungerar i samma byggnad. 
I Södra Haga finns en rhododendronpark (Degermyrparken), som på försommaren lockar många turister. Det finns också ett välfungerande bibliotek och ett antal mindre matbutiker och kiosker.

## Historia
För områdets historia före 1946, se historieavsnittet i artikeln om Haga. 

## Bilder från Södra Haga

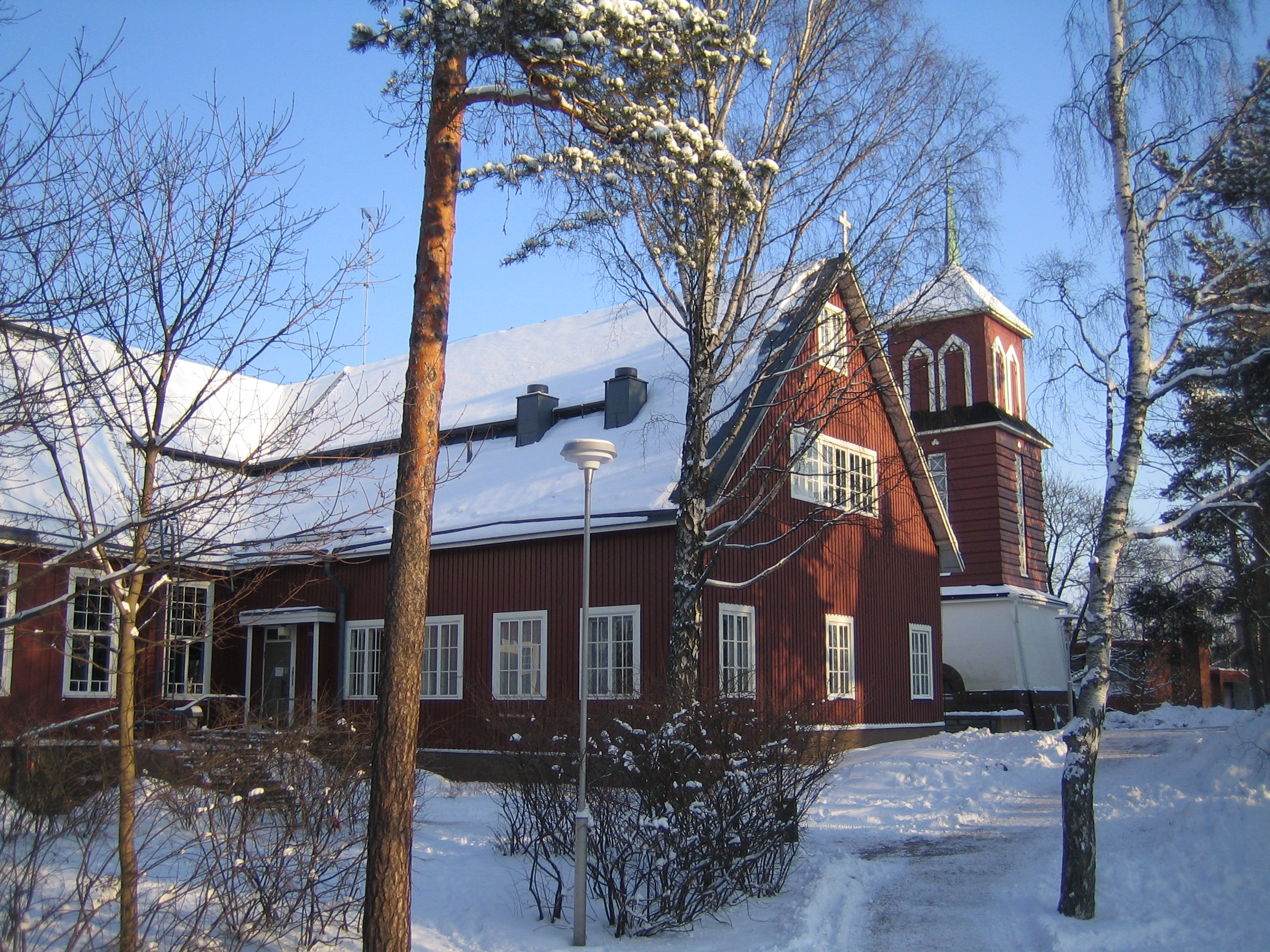
Södra Haga kyrka
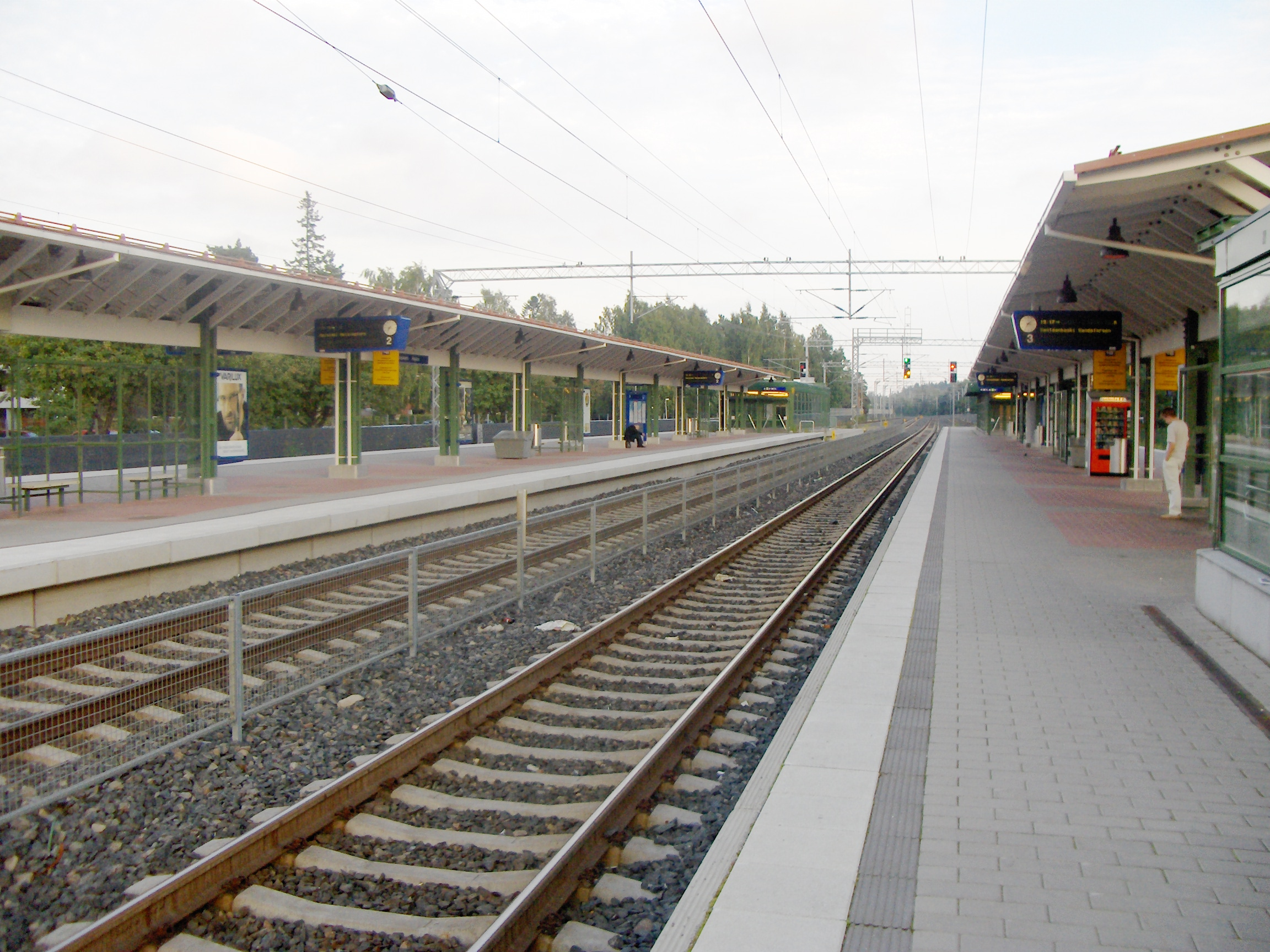
Hoplax station, som förnyades år 2001